# 松鼠「花生」之死
花生（约2017年—2024年11月1日，又稱P'Nut），是一隻寵物灰松鼠，牠的Instagram帳號吸引大量粉絲關注。2024年10月30日，紐約州環境保護局從飼主家中帶走花生，並隨後對牠進行安樂死。花生之死引發美國網絡上激烈反響和公眾大規模反彈，許多議員對此表示譴責。此事件更進一步成為該國改革動物安樂死政策的呼聲，一項旨在防止類似事件再次發生的法案被提出。

## 生平
2017年，花生在其母親被車撞死後，被馬克·隆戈發現並收養。隆戈試圖尋找庇護所安置花生，但無果而返。經過8個月的照料後，隆戈將花生放歸家中的後院。但大約一天後，他在門廊上發現花生，但牠半條尾巴不見了，隆戈表示，他「打開門，花生跑了進來，那是花生最後一次接觸野外生活。」於是隆戈決定繼續飼養牠，儘管在紐約州飼養松鼠當寵物是違法的。在隆戈位於康涅狄格州諾沃克的家中，花生與他一起生活了7年，期間隆戈未獲得合法飼養花生的許可證。隆戈開設一個Instagram帳號，分享花生的日常影片，包括牠吃鬆餅的片段。到2024年10月，該帳號已吸引53.4萬名追隨者。
自2023年以來，隆戈夫婦開始經營非謀利組織「P'Nuts自由農場動物保護區」，他們自己負擔保護區一半的費用，而大部分資金則來自花生的社交媒體收入。據他們所說，截至到2024年11月，該保護區已救助超過300隻動物。然而，隆戈仍未獲得野生動物康復者許可。

## 死亡
2024年10月，花生和另一隻名為弗雷德的寵物浣熊在一次匿名檢舉後，一同被紐約州環境保護局從飼主在紐約州希芒縣派恩城的家中搜尋5小時後帶走。由於沒有生前檢測狂犬病的方法，經疾病管制中心批准，隨後動物們被安樂死以進行狂犬病檢測。隆戈表示，他們當時正著手將花生註冊為教育用途動物的手續，但文件尚未完成前花生就被帶走。他聲稱紐約州環境保護局在突襲過程中過度使用武力。然而，他沒有解釋為什麼他在過去七年裡未能獲得執照。他後來對此表示，這一安樂死的決策「將不會被無聲遺忘」。
隆戈在接受《紐約郵報》採訪時，推測有人因嫉妒他透過與松鼠相關的社交媒體內容，以及其以「松鼠爹地」為名在OnlyFans上發佈的色情內容，每月收入達80萬美元而進行舉報。
隆戈在GoFundMe發起「為松鼠花生和紐約州環境保護局改革尋找公道」的項目已籌集超過132000美元，其表示將會動用籌款向紐約州環境保護局提起訴訟。

### 反應
紐約州環境保護局和希芒縣衛生部在11月1日下午發表聲明，稱一名參與沒收的人員被松鼠咬傷。其在聲明指，30年來，包括派恩城的紐約州南部地區都在浣熊身上發現狂犬病毒，並建議任何接觸過松鼠或浣熊的人諮詢醫生。
花生之死被MAGA運動視為2024年美國總統選舉的十月驚奇，並將其歸咎於民主黨，而特朗普的支持者將花生之死變成各種選舉口號。幾名共和黨知名人物譴責花生之死，一些特朗普支持者聲稱拜登—賀錦麗政府對於將松鼠等野生動物成為寵物的許可證過於嚴格。紐約州州長凱西·霍赫爾和美國副總統賀錦麗均拒絕就該事件發表評論。
特朗普選舉陣營TikTok帳戶、美國企業家伊隆·馬斯克、前紐約州州長安德魯·葛謨、美國眾議員馬克·莫利納羅、前2024年美國總統選舉獨立總統候選人小羅伯特·甘迺迪、演員威廉·沙納均強烈批評紐約州環境保護局在事件中的做法。
美國眾議院議員尼克·蘭沃西在X／Twitter上發表聲明，譴責紐約州州長凱西·霍赫爾和紐約州環境保護局，並將事件聯結一名非法移民在長島強姦一名五歲女童的事件，指責霍赫爾政府在政策優先事項上的錯誤和極度荒謬的取向。
2024年美國總統選舉共和國副總統候選人J·D·范斯也在北卡羅來納州的競選集會上談到花生之死，表示「唐（當勞·特朗普）因為松鼠花生的事非常憤怒。」馬斯克則表示共和黨總統候選人當勞·特朗普將「拯救松鼠」，並呼籲「投票給PNut！為了自由！為了自由！」
而花生之死的爭議引發對野生動物安樂死政策改革的呼聲。紐約州州議員傑克·布魯門克蘭茲提出《花生法：動物安樂死保護法》，該法案要求當局對抓獲的動物進行安樂死之前有72小時的等待期，並確保動物安樂死的正當程序。

### 評論
《今日美國》報導指，在紐約州，松鼠被視為野生動物，不能當寵物，除非是有執照的野生動物康復者。按美國疾病管制與預防中心的規定，出現狂犬病症狀的動物必須被安樂死，然後將檢體提交給合格的狂犬病實驗室進行檢測。而目前還沒有方法在動物生前檢測狂犬病。但據華盛頓特區衛生部表示，在美國從未有人從松鼠那裡感染過狂犬病。

## 外部鏈結
- Peanut the Squirrel的Instagram帳戶